# إريك هان
إريك هان (بالألمانية: Erik Hahn)‏ هو مصارع هاوي ألماني، ولد في 25 سبتمبر 1970 في Neuseddin ‏ في ألمانيا.

## وصلات خارجية
- إريك هان على موقع قاعدة بيانات المصارعة الدولية (الإنجليزية)
- إريك هان على موقع أوليمبيديا (الإنجليزية)